# Хильдебранд, Александр
Александр Хильдебранд (швед. Alexander Hildebrand; 24 декабря 1921, Таллин — 3 августа 2005) — шведский шахматист и шахматный композитор, национальный мастер по шахматам (1952), международный мастер (1977) и международный арбитр (1956) по шахматной композиции.
Журналист. Редактор отдела этюдов журнала «Тидскрифт» (1956—1961), редактор журнала «Стелла поларис» (1966—1974). С 1943 опубликовал около 450 композиций, в том числе свыше 150 этюдов, остальные — задачи ортодоксального типа, на обратные и кооперативные маты. Излюбленная тематика в задачах — альбино, пикенинни, превращения пешек; в этюдах — позиционная ничья.